# Theodor Waitz

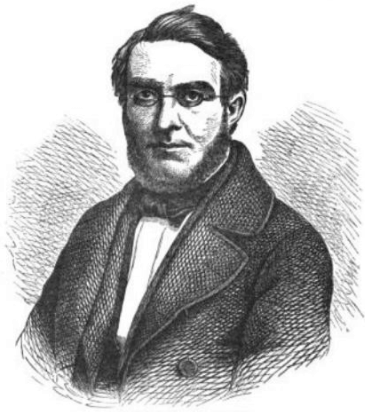
Theodor Waitz

Franz Theodor Waitz (* 17. März 1821 in Gotha; † 21. Mai 1864 in Marburg) war ein deutscher Psychologe, Pädagoge und Anthropologe.

## Leben und Wirken
Waitz, ein Sohn des Pfarrers Heinrich Waitz (1785–1860), studierte in Leipzig und Jena die Fächer Philosophie und Mathematik. Er wurde 1840 promoviert und habilitierte sich an der Universität Marburg mit einer kritischen Ausgabe des Organon von Aristoteles im Jahr 1844. Ab 1848 war er Professor in Marburg. Seine Forschungen auf dem Gebiet der Psychologie führten ihn zu Verbindungen mit der Anthropologie. Sein bekanntestes Werk, die Anthropologie der Naturvölker, wurde nach seinem Tod von seinem Freund und Schüler, dem Geographen Georg Gerland zu Ende geführt. Seine Studie über die Indianer Nordamerikas fand internationale Beachtung und gilt als Standardwerk über die indigenen Völker Nordamerikas im 19. Jahrhundert.
Waitz war ein Anhänger der evolutionären Ansichten in der Anthropologie. Er war ein Gegner der Theorie der Rassenungleichheit. Die Arbeit von Johann Friedrich Herbart hatte eine tiefgreifende Wirkung auf seine Einstellung zur Wissenschaft.

## Publikationen
- Anthropologie der Naturvölker (die ersten vier Bände erschienen in Leipzig, 1859–64, die beiden letzten wurden posthum von Georg Gerland herausgegeben).
  - Bd. 1. Über die Einheit des Menschengeschlechtes und den Naturzustand des Menschen. Digitalisat;
  - Bd. 2. Die Negervölker und ihre Verwandten. Digitalisat;
  - Bd. 3. Die Amerikaner. Erste Hälfte. Digitalisat;
  - Bd. 4. Die Amerikaner. Zweite Hälfte. Digitalisat;
  - Bd. 5. Die Völker der Südsee. 1. Abt. Die Malaien Digitalisat, 2. Abt. Die Mikronesier und nordwestlichen Polynesier. Digitalisat;
  - Bd. 6. Die Völker der Südsee. 3. Abt. Die Polynesier, Melanesier, Australier und Tasmanier. Digitalisat.
- Grundlegung der Psychologie (1846). Digitalisat.
- Lehrbuch der Psychologie als Naturwissenschaft (1849). Digitalisat.
- Allgemeine Pädagogik (1852). Digitalisat.
- Die Indianer Nordamerica's (1864). Digitalisat.
- Aristotelis Organon graece. Eine kritische Ausgabe des Organon von Aristoteles (1844). Digitalisat.